# حركة الديمقراطية في أوروبا 2025
حركة الديمقراطية في أوروبا لعام 2025 (بالإنجليزية: Democracy in Europe Movement 2025)‏ أو (دي آي إي إم 25)، هي حركة سياسية ذات هوية أوروبية وحدوية تأسست عام 2016 على يد مجموعة من الأوروبيين، من بينهم وزير المالية اليوناني السابق يانيس فاروفاكيس والفيلسوف الكرواتي سريتشكو هورفات. أُعلن رسميًا عن الحركة في المناسبات الاحتفالية في 9 فبراير عام 2016 في مسرح فولكسبون في برلين ثم في 23 مارس في روما.
تتلخص اتجاهات الحركة في حركات مثل العولمة المغيرة والإيكولوجيا الاجتماعية والنسوية البيئية ومرحلتي ما بعد النمو وما بعد الرأسمالية. يدافع أعضائها عن تحقيق فكرة الدخل الأساسي الشامل.
يشير الاسم المُختصر للحركة (دي آي إي إم) إلى العبارة اللاتينية كاربر ديم بمعنى انتهز الفرصة. وهذا من أجل تسليط الضوء على الحاجة الملحة إلى دمقرطة أوروبا قبل الوصول إلى نقطة اللاعودة، فإن الحركة تضع الأفق في عام 2025 لصياغة دستور ديمقراطي يحل محل كافة المعاهدات الأوروبية سارية المفعول حتى اليوم. وبعد عام من تأسيسها، أعلنت الحركة أن لديها أكثر من 60,000 عضوًا من جميع أنحاء الاتحاد الأوروبي.

## الأهداف

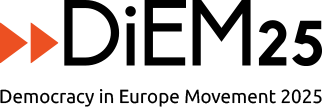
شعار "ديم 25"

تناقش الحركة فكرة أن شعب أوروبا يحتاج إلى انتهاز الفرصة لإنشاء منظمات سياسية على مستوى عموم أوروبا. يرى المشاركون فيها أن نموذج الأحزاب الوطنية التي تشكل تحالفات هشّة في البرلمان الأوروبي قد باتت قديمة وأن حركة عموم أوروبا ضرورية من أجل مواجهة الأزمات الاقتصادية والسياسية والاجتماعية الكبرى في أوروبا اليوم. ترى الحركة في تحليلها أن هذه الأزمات تهدد بتفكك أوروبا، وتتمتع بخصائص مماثلة لخصائص الكساد الكبير في ثلاثينات القرن العشرين.
تسعى الحركة إلى خلق أوروبا بطابع أكثر ديمقراطية. ويرى أعضائها أن الاتحاد الأوروبي قد أصبح دولة تكنوقراطية عظمى يحكمها دستور عام. تهدف الحركة بدلًا من ذلك إلى جعل أوروبا اتحادًا كبيرًا من الناس تحكمه الموافقة الديمقراطية من خلال تطبيق سياسة لامركزية. تستشهد الحركة بثمانية عناصر متميزة للحكم الأوروبي بالإكراه، أولها «مفتشو القوات الخاصة والتوريكا الأوروبية التي شكَّلها مجموعة من «التكنوقراطيين» غير المنتخبين من مؤسسات دولية وأوروبية أخرى». بالإضافة إلى اعتبار هذه المؤسسة بأنها «ازدراء للديمقراطية» و«لجميع السلطات السياسية النابعة عن الشعوب الأوروبية ذات السيادة».
تسعى الحركة للعمل كمنظمة جامعة، وذلك عن طريق جمع كل من الأحزاب اليسارية والحركات الاحتجاجية الشعبية والحركات الثوروية من أجل تطوير استجابة مشتركة للأزمات الخمسة التي تعصف بأوروبا اليوم وهي، الديون والبنوك والفقر وانخفاض الاستثمار والهجرة. وعلاوة على ذلك، ترغب الحركة في إصلاح مؤسسات الاتحاد الأوروبي المصممة في الأصل لخدمة الصناعة، بحيث تصبح شفافة ومستجيبة تمامًا للمواطنين الأوروبيين. تتوقع الحركة في نهاية المطاف أن يكتب المواطنون الأوروبيون دستورًا ديمقراطيًا للاتحاد الأوروبي.
تتبنى الحركة نهجًا كاملًا من خلال التعبئة على مستوى القاعدة الشعبية، وتهدف إلى إصلاح المؤسسات القائمة في الاتحاد الأوروبي من أجل إنشاء «ديمقراطية كاملة وبرلمان ذي سيادة يحترم حق تقرير المصير الوطني ويتقاسم السلطة مع البرلمانات الوطنية والجمعيات الإقليمية والمجالس البلدية» من أجل استبدال بيروقراطية بروكسل. من بين داعمي هذه الحركة، عالم اللغات والناشط السياسي الأمريكي البارز نعوم تشومسكي والفيلسوف الإيطالي أنطونيو نيجري وعالم الأنثروبولوجيا الأمريكي تشارلز نوكولز والخبير الاقتصادي الأمريكي جيمس كي. جالبرايث وعضو حزب العمال السابق ستيوارت هولاند. تضم الحركة أيضًا شخصيات مختلفة ضمن فريقها الاستشاري ومن بينهم، جوليان أسانج والمخرج السينمائي كين لوتش وعضو حزب الخضر كارولين لوكاس والسياسي جون ماكدونل من حزب العمال البريطاني وعالم الاجتماع الهولندي ساسكيا ساسن وفرانكو بيراردي والفيلسوف السلوفيني سلافوي جيجك.

## السياسات
تُعتبر الديمقراطية في أوروبا هي القوة المحفزة وراء تشكيل هذه الحركة. ذلك أن الإجماع الساحق داخل الحركة يتمثل في أن الاتحاد الأوروبي إما أن يصبح ديمقراطيًا أو أنه سوف يتفكك. يتلخص الهدف في نهاية المطاف في إضفاء سمات العقل والحرية والتسامح والمخيلة على أوروبا، وكل هذا سوف يصبح ممكنًا بفضل الشفافية الشاملة والتضامن الاجتماعي الحقيقي والديمقراطية الأصلية. تتمثل أولويات الحركة فيما يلي:
1. الشفافية الكاملة في صنع القرار (على سبيل المثال البث المباشر للمجلس الأوروبي واجتماعات البنك المركزي الأوروبي ومجموعة اليورو والإفصاح عن وثائق المفاوضات التجارية بشكل كامل ونشر جلسات البنك المركزي الأوروبي)[17]
2. إعادة الانتشار الطارئ لمؤسسات الاتحاد الأوروبي القائمة بهدف اتباع سياسات مبتكرة تعالج أزمات الديون والخدمات المصرفية والاستثمار غير الكافي والفقر المتزايد والهجرة بشكل أمين.[18]

### الصفقة الأوروبية الجديدة
تنص الصفقة الأوروبية الجديدة مايلي:
- ترويض التمويل من خلال تنظيم الخدمات المصرفية وإنشاء منصة مدفوعات رقمية عامة جديدة تنهي احتكار البنوك لمدفوعات أوروبا.
- إنهاء القلق الاجتماعي من خلال وضع برامج مثل مكافحة الفقر والإسكان الاجتماعي وضمان الوظائف.
- إصلاح قيمة العملة وإنقاذ منطقة اليورو التي تتطلب إلغاء التقشف المدمر وتقليل التكلفة في حال حدوث ذلك.
- تنسيق عموم أوروبا بين دول منطقة اليورو والخارج لتحقيق معالجة أقوى في أوروبا إلى جانب تحسين النتائج الاقتصادية والاجتماعية في جميع أنحاء أوروبا ومعالجة العوامل البيئية والاجتماعية والاقتصادية التي تسبب الهجرة الجماعية القسرية.
- الاستثمار الأخضر الذي يربط عمليات البنوك المركزية ببرامج الاستثمار العام ومنصات المدفوعات الرقمية العامة الجديدة.
- تحقيق عائد أساسي عالمي يمكنه إضفاء الطابع الديمقراطي على المجال الاقتصادي وإنشاء مسار يهدف نحو اقتصاد مابعد الرأسمالية.

### الصفقة الخضراء الجديدة في أوروبا
تُعد الصفقة الخضراء الجديدة في أوروبا منصة سياسية تعتمد على معارف وخبرات الباحثين والناشطين والممارسين والمجتمعات في جميع أنحاء أوروبا. يحدد تقرير السياسة التاريخية للتحالف، وهو مخطط الانتقال العادل في أوروبا، مجموعة السياسات والاستراتيجيات اللازمة لجعل هذا الانتقال حقيقة واقعة في مختلف أنحاء أوروبا.
تنقسم المقترحات حول ذلك إلى أربعة محاور هي:
- طرق الوصول إلى صفقة خضراء جديدة لأوروبا، والتي تكشف استراتيجيات التنظيم والتعيئة الشعبية التي يمكن أن تساعد في دفع جدول الأعمال للانتقال العادل.
- الأشغال العامة الخضراء،[22] وهي خطة استثمارية لتعزيز الانتقال الأخضر في أوروبا وبناء اقتصاد عادل ويمقراطي بنفس الوقت.
- الاتحاد البيئي،[23] وهو إطار تنظيمي جديد يهدف للوصول إلى الانتقال العادل بحيث تتلاقى قوانين أوروبا مع الإجماع العلمي وتشريعات الاستدامة والتضامن الاجتماعي.
- هيئة العدالة البيئية،[24] وهي هيئة مستقلة تقوم بالبحث والمراقبة وتقديم المشورة لصانعي السياسة داخل الاتحاد الأوروبي وذلك بهدف تعزيز قضية العدالة البيئية في جميع أنحاء أوروبا وحول العالم.

## الانتخابات

### الانتخابات الأوروبية لعام 2019
تسعى هذه الحركة إلى تشكيل أول حزب سياسي عابر للحدود إذ بدأت عام 2017 بمناقشة إدارة مثل هكذا حزب ضمن انتخابات البرلمان الأوروبي لعام 2019. صرَّح فاروفاكيس أن هذا الحزب سوف يتعاون مع أحزاب وطنية أخرى تتفق مع أجندة حركة الديمقراطية مثل حزب رازيم في بولندا أو الحزب البديل في الدنمارك، بينما من الممكن أن يعمل الحزب بشكل منفصل عن الأحزاب الوطنية في بلدان أخرى. ومع حلول عام 2019، أصبح هذا الحزب العابر للحدود يعمل تحت ما يُدعى بالربيع الأوروبي.
تدعم حركة الديمقراطية عريضة «الشفافية في أوروبا الآن!»، التي تتطلب بثًا مباشرًا لاجتماعات المؤسسات الأوروبية الكبرى إلى جانب قائمة شاملة بأسماء جماعات الضغط في بروكسل بالإضافة إلى النشر الإلكتروني لجميع وثائق التفاوض الخاصة بالشراكة التجارية والاستثمارية العابرة للأطلسي. تصف الحركة نفسها على أنها أممية إذ ترّوج لسياسة خارجية تضم أعضاء من غير الأوروبيين، والذين انضموا بقرار شخصي منهم.